# Rosario Bona
Rosario Bona (* 1982 in Frankfurt am Main) ist ein deutscher Schauspieler und Sprecher.

## Leben
Bona wurde als Sohn eines Italieners und einer deutschen Mutter in Frankfurt am Main geboren, wo er auch aufwuchs. Bereits seit seinem 6. Lebensjahr spielte er in seiner Freizeit Theater. Nach einem High-School-Jahr in Kanada und dem Abitur in Frankfurt absolvierte er ein Schauspielstudium an der Zürcher Hochschule der Künste (ZHdK), das er mit einem Diplom abschloss. Bereits während des Studiums spielte er am hochschuleigenen Theater an der Sihl, dem Theater Neumarkt und am Zürcher Ballett.
Im Anschluss an sein Studium war er festes Ensemblemitglied am Zimmertheater Tübingen unter der Intendanz von Axel Krauße und Christian Schäfer. Während seiner Zeit in Tübingen spielte er in mehrern Hochschulproduktionen der Filmakademie Baden-Württemberg. Außerdem kehrte er immer wieder in die Schweiz zurück, um an Film- und Theaterproduktionen mitzuwirken. In dem Film "Alle Werden" des Schweizer Regisseurs Piet Baumgartner spielte er die Hauptrolle. Der Film wurde u. a. zum 64. Locarno Film Festival eingeladen und für den Nachwuchspreis nominiert.
Seit 2009 ist er freischaffend als Schauspieler und Sprecher tätig und spielte an renommierten Bühnen wie dem Schauspielhaus Zürich, wo er auch im Kinder- und Jugendtheater tätig war. Weitere Stationen waren u. a. das Nordharzer Städtebundtheater und das Hans Otto Theater in Potsdam. Parallel zur Bühnenkarriere etablierte sich Bona bereits zu Studienzeiten als Sprecher für Hörspiele, Synchronisationen, Hörbücher, Werbung und Dokumentationen. So war er unter anderem in der Kinderhörspielserie Bibi Blocksberg zu hören. Seine Stimme ist außerdem regelmäßig in Produktionen von Deutschlandfunk, WDR, SWR, 3sat und Arte zu hören.

## Theaterproduktionen (Auswahl)
- 2006: Theater Neumarkt – Zürich 1917, Regie: Samuel Schwarz
- 2006–2007: Zürcher Ballett – Ein Sommernachtstraum, Choreographie: Heinz Spoerli
- 2007: Theater an der Sihl – Die Verschwörung des Fiesco zu Genua, Regie: Jan Phillipp Gloger
- 2007: Zimmertheater Tübingen – Bobok, Regie: Mario Keipert
- 2008: Zimmertheater Tübingen – Der Tödliche Schlag,[5] Regie: Axel Krauße
- 2009: Zimmertheater Tübingen – Hamlet Samples, Regie: Katja Langenbach
- 2010: Schauspielhaus Zürich – Das Geschenk des weißen Pferdes, Regie: Antonia Brix
- 2011: Schauspielhaus Zürich – Stones, Regie: Enrico Beeler
- 2012: Theater der Künste – Jelinek: Im Abseits, Regie: Stefan Nolte
- 2014: Nordharzer Städtebundtheater – Tschick, Regie: Aurelina Bücher
- 2015: Schauspielhaus Zürich – Schneeweiss, Regie: Antonio Viganò
- 2016: Schauspielhaus Zürich – Die Schutzbefohlenen, Regie: Daniel Kuschewski
- 2017–2019: Hans Otto Theater: Agent im Spiel, Regie: Aurelina Bücher

## Filmografie (Auswahl)
- 2007: Die Puppenspieler (Kurzfilm)
- 2008: Es kommt der Tag (Fernsehfilm)
- 2008: Das Schuhwerk von Soldaten (Kurzfilm)
- 2011: Alle Werden (Kurzfilm)
- 2014: Kreuzpinkeln (Kurzfilm)
- 2016: Strand (Kurzfilm)
- 2019: Flieg Steil (Kinofilm)

## Hörspiele (Auswahl)
- Geschwisterliebe / Schreckmümpfeli – Radio SRF 1
- MMS / Schreckmümpfeli – Radio SRF 1
- Fremde Wasser – SWR
- Jähnicke schmeckt’s – Deutschlandfunk Kultur
- Radio Revue – Deutschlandfunk Kultur[6]
- Der Mendelsshonohrriss – Deutschlandfunk Kultur[7]
- Bibi Blocksberg (Folge 125) – Kiddinx[8]
- Schöne neue Welt – RBB
- Fremdgänger – Der Hörverlag
- Hallo, ich bin Geld – Deutschlandfunk Kultur

## Hörbücher (Auswahl)
- Macabros Classics – Winter Zeit
- Raumschiff Promet
- Pater Brown
- Luca – Der Hörverlag
- Zwischen Welten – Der Hörverlag

## Hörfunk-Features / -Dokumentationen (Auswahl)
- Archäoakustik – Deutschlandfunk Kultur
- Rotoradio – Deutschlandfunk Kultur
- The Secret Life of Plants – Deutschlandfunk Kultur
- Irre Gärten – Deutschlandfunk Kultur
- Auf der Suche nach verschollenen Meisterwerken – Gärten – Deutschlandfunk Kultur